# Daejra
Daejra także Daira (gr.  Δαειρα trb. Daeira, Daira) – w mitologii greckiej jedna z okeanid, córka tytana Okeanosa i tytanidy Tetydy. Z Hermesem miała syna Eleusisa
.
Daejra była nimfą miasta Eleusis w Attyce, w południowej Grecji. Mogła być też najadą słynnej studni miasta, Kallikhoros (Callichorus), gdzie Demeter po raz pierwszy odpoczęła po przybyciu do Eleusis. Była związana z obrzędami misteriów eleuzyjskich. Jej imię oznacza „poznanie jednego” lub „nauczyciela” wiedzy tajemnej. Daejra, co także eleuzyjski tytuł bogini Persefony.

## W kulturze
- Pauzaniasz, Wędrówki po Helladzie 1.38
- Likofron z Chalkis, Alexandra 697 ff
- Suidas, The Suda s.v. Eleusinia